# Innamorata di un angelo
Innamorata di un angelo è il sesto romanzo di Federica Bosco, l'ottavo considerando anche i due manuali self help.

## Trama
Mia è una ragazza di sedici anni che sta affrontando i suoi problemi adolescenziali. Lei è ribelle, ironica, determinata, pronta ad affrontare con tenacia i timori che pervadono la sua età. Ha un rapporto burrascoso con sua madre che la ama, ma allo stesso tempo non riesce a dargli una sicurezza famigliare dato che ogni relazione che intraprende con un uomo non va mai a buon fine. Mia insegue da sempre un grande sogno quello di entrare alla Royal Ballet School di Londra. Le selezioni, però, sono durissime e la madre di Mia, essendo sola, non riesce a pagare la esosa retta scolastica. A complicare la sua vita c’è l’amore intenso e segreto per Patrick, il fratello della sua migliore amica Nina. Patrick è un ragazzo unico che sembra quasi un angelo, che però la considera una sorella minore. La passione per la danza e quella per Patrick sono talmente forti e indissolubili che Mia non sarebbe mai in grado di rinunciare a una delle due. Fino a quando un evento burrascoso del destino, metterà Mia davanti ad una decisione dolorosissima che stravolgerà la sua vita.

## Edizioni
- Federica Bosco, Innamorata di un angelo, Newton Compton Editori, 2011,  p. 384.